# Motzener See
Motzener See er en sø der ligger  syd for byen Mittenwalde i Dahme-søområdet, syd for Berlin.
Motzener See er forbundet med Nottekanalen via Galluner kanalen og er derfor en del af nettet af vandveje i Brandenburg. Den strækker sig i nord-sydgående retning mellem Motzen -Mittenwald og  bydelen  Kallinchen i Zossen . Grænsen mellem landkreiseneTeltow-Fläming og Dahme-Spreewald går gennem søen i nord-sydlig retning. Bundesautobahn 13 løber forbi søen omkring en kilometer mod øst.
Der er  tre badeområder, bådudlejning og en golfklub ved søen . Motzener See betragtes som "den tyske nudistkulturs våde vugge", og organiseret nøgenbadning påståes at være startet ved " Märchenwiese "  allerede i 1919. Den er en af de reneste søer i Brandenburg.
Triatlon-begivenheden Kallinchen Triathlon finder sted ved Motzener See,   Eventet 2024 vil være den 32, og der forventes også 700 deltagere.

## Weblinks
- "Badestelle Kallinchen, Campingplatz, AKK, Motzener See. Badestellen im Land Brandenburg - LUIS-Daten". badestellen.brandenburg.de. Hentet 2016-09-06. (Webside ikke længere tilgængelig)
- "Badestelle Motzen, Motzener See. Badestellen im Land Brandenburg - LUIS-Daten". badestellen.brandenburg.de. Arkiveret fra originalen 26. oktober 2020. Hentet 2016-09-06.
- "Badestelle Kallinchen, Strandbad, Motzener See. Badestellen im Land Brandenburg - LUIS-Daten". badestellen.brandenburg.de. Arkiveret fra originalen 22. oktober 2020. Hentet 2016-09-06.
- "Badestelle Kallinchen, Campingplatz, Motzener See. Badestellen im Land Brandenburg - LUIS-Daten". badestellen.brandenburg.de. Arkiveret fra originalen 26. oktober 2020. Hentet 2016-09-06.